# Eupithecia semiflavata
Eupithecia semiflavata là một loài bướm đêm trong họ Geometridae.